# Cubarral
Cubarral é um município da Colômbia, localizado no departamento de Meta.